# Sòng bạc ở Việt Nam
Sòng bạc ở Việt Nam là hoạt động cờ bạc diễn ra tại Việt Nam. Theo định nghĩa không chính thức tại nước này hiện nay, "sòng bạc" (hoặc casino) thường là tổ chức đánh bạc có quy mô lớn, chuyên nghiệp và thường là hợp pháp nhưng chỉ cho người nước ngoài chơi, nhưng "sới bạc" hoặc "chiếu bạc" là những chỗ đánh bạc nhỏ, tự tổ chức và luôn là bất hợp pháp.

## Lịch sử phát triển
Trong lịch sử Việt Nam, nhiều trò cờ bạc từ xưa đã từng tồn tại. Thời nhà Trần, luật pháp rất nghiêm khắc với tội đánh bạc, nhưng đến đời Trần Dụ Tông lại thích trò này, chiêu tập các nhà giàu vào cung đánh bạc, vua cũng tham gia. Đại Việt sử ký toàn thư dẫn lời Phan Phu Tiên viết về nguyên nhân nhà Trần suy vong từ đời Trần Dụ Tông như sau: "Luật pháp nhà Trần nghiêm cấm đánh bạc đến vậy, thế mà đến đời Dụ Tông lại công nhiên làm bậy, gọi những người giàu vào cung đánh bạc, rồi sau người trong nước bắt chước cái dở ấy, không thể ngăn cấm được nữa. Cuối cùng vì tệ đánh bạc mà rồi mất nước."
Người Việt có máu đỏ đen nên chính quyền thực dân Pháp thấy ngành kinh doanh này rất béo bở. Năm 1937, sòng bạc Đại Thế giới (Casino Grande Monde) được người Pháp cho thành lập công khai nhằm hút người Việt Nam tới đánh bạc. Cùng lúc thành lập Đại Thế giới còn có sòng bạc Kim Chung ở khu vực Cầu Muối, nay là Khu Dân Sinh, phường Cầu Ông Lãnh, quận 1. Tuy nhiên, sòng bạc này có quy mô kém hơn. Năm 1955, nhận thấy những tác hại của sòng bạc này đối với xã hội, chế độ Việt Nam Cộng Hòa đã ra lệnh đóng cửa Đại Thế giới.
Năm 2016, ở Việt Nam chỉ có 7 sòng bạc hợp pháp như Casino Đồ Sơn ở Đồ Sơn, Casino Hồ Tràm Strip ở Vũng Tàu, Sòng bạc Lào Cai, sòng bạc Lợi Lai - Quảng Ninh, Club Crowne International Đà Nẵng (bị bắt buộc đổi tên từ casino thành club) và một số phòng chơi nhỏ ở các khách sạn, dành phục vụ người nước ngoài. Tuy nhiên hiện cũng có 2 dự án casino lớn đang được triển khai là dự án casino ở đảo Vân Đồn và ở đảo Phú Quốc.
Năm 2017, nghị định đầu tiên về kinh doanh casino được ban hành - Nghị định số 03/2017/NĐ-CP ngày 16/01/2017, trong đó cho phép thí điểm để công dân Việt Nam vào chơi. Thời gian thí điểm là 3 năm kể từ ngày doanh nghiệp kinh doanh casino đầu tiên được phép thí điểm cho phép người Việt Nam đánh bạc . Ngày 19/1/2019, Casino Corona Phú Quốc trở thành sòng bạc hợp pháp đầu tiên trong nước mở cửa cho người Việt Nam vào chơi.

## Các sòng bạc
Năm 2022, Việt Nam có 9 casino đang hoạt động, gồm: Casino Đồ Sơn (Hải Phòng), casino Lợi Lai, casino Hoàng Gia (Quảng Ninh), casino Hồng Vận (Quảng Ninh), casino Lào Cai (Lào Cai), casino Silver Shores (Đà Nẵng), casino Hồ Tràm (Bà Rịa – Vũng Tàu), casino Nam Hội An (Quảng Nam), casino Phú Quốc (Kiên Giang)

## Tranh cãi về hoạt động sòng bạc
Theo thăm dò của Việt Nghiên cứu phát triển bền vững Vùng thuộc Viện Hàn lâm khoa học xã hội Việt Nam công bố sáng ngày 30/9/2015, 71% số người được hỏi cho là nếu các sòng bài mở cửa cho người Việt thì sẽ thu hút được nhiều người đến chơi hơn, 47.4% đánh giá việc tham gia các hình thức vui chơi có thưởng ảnh hưởng tích cực đến tạo công ăn việc làm cho người dân và 46,2% ý kiến cho rằng, vui chơi có thưởng ảnh hưởng tích cực đến thu hút đầu tư của Việt Nam. Theo ông Hồ Duy Anh, áp lực đối với thâm hụt ngân sách nhà nước, những sòng bạc ở nước láng giềng... đã dẫn đến thái độ thuận lợi hơn cho các casino ở Việt Nam. Tuy nhiên, tác động kích thích nền kinh tế của casino không giống hệt nhau ở các nước trên thế giới, và có rất ít bằng chứng cho thấy rằng việc cho cho người dân đánh bạc ở casino sẽ kích thích nền kinh tế. Hơn nữa, tác động xấu lên xã hội của việc cho phép người Việt chơi casino trong một đất nước chưa phát triển như Việt Nam không thể nào bỏ qua được.
Năm 2013, có tới 10 tỉnh xin mở sòng bạc, đến nỗi Bộ trưởng Bộ Kế hoạch & Đầu tư Bùi Quang Vinh đã phải than phiền đang chịu áp lực rất lớn. Ông cho rằng, các địa phương xin làm casino là "làm kinh tế theo phong trào", thấy tỉnh khác có là cũng hùa theo bất chấp hậu quả, không khác gì việc xin làm cảng biển, sân bay lâu nay. Chuyên gia Phạm Chi Lan nói: "Bộ Chính trị chỉ chủ trương có 1 casino thôi, nhưng bây giờ xin tới 10 cái. Ai có quyền cho tới 10? Ai cho? Chỗ nào chịu trách nhiệm? Tại sao lại chiều chuộng đến thế?" Bà Lan nói thêm, việc các địa phương"chạy theo phong trào"khiến kỷ cương của nhà nước bị buông lỏng, làm cho nguồn lực của đất nước bị phân tán, kém hiệu quả..
Giáo sư kinh tế Nguyễn Mại dẫn chứng: "Địa phương lấy việc mở casino làm đòn bẩy kinh tế là sai lầm. Nếu vậy, tại sao Trung Quốc không mở casino trong lục địa mà chỉ đặt ở Ma Cao. Thái Lan không có sòng bạc, Singapore năm 2011 mới cho mở dù là đảo quốc có nền kinh tế phát triển rất mạnh... Cần cân nhắc lợi hại và không nên kích thích máu cờ bạc của người dân". Đòn bẩy kinh tế khi thu hút vốn đầu tư trực tiếp nước ngoài (FDI), theo GS Nguyễn Mại phải là công nghệ, nguồn nhân lực chất lượng cao; là cải cách hành chính và chống tham nhũng
Theo tiến sỹ Phan Hữu Thắng, Cục trưởng Cục Đầu tư nước ngoài thì casino là một con dao hai lưỡi. Những hệ lụy của nó về an ninh trật tự, tình trạng rửa tiền, tội phạm, tác động xấu đến thế hệ thanh niên là không thể lường trước được. Do vậy, ở Campuchia hay Philippines, casino chỉ dành cho khách nước ngoài, hoàn toàn "cấm cửa" đối với công dân trong nước, còn Đài Loan vẫn đang xem xét có cấp phép hay không cho các dự án casino.
Theo một khảo sát của IRSD, có 13% người cho biết từng vào một sòng bài hoặc chiếu bạc; trên 47,8% số người đồng ý cho người Việt vào casino; 29,3% cho rằng có thể cho vào chơi nhưng cần có hạn chế (như cấm một số đối tượng sinh viên, học sinh, công an, quân đội, cán bộ nhà nước...). Tổng thể có tới gần 80% người được hỏi đồng ý cho người Việt vào casino nhưng cần có biện pháp hạn chế. Trong số 47,8% hoàn toàn đồng ý cho người Việt vào casino, nguyên nhân họ đưa ra khá khác nhau: coi sòng bài là nơi giải trí (72%), coi đây là quyền lựa chọn cá nhân (47%), để Nhà nước thu được tiền (23%) và để hạn chế người Việt đánh bạc ở nước ngoài (17,7%)... Trong số 16,6% số người không đồng ý cho người Việt vào chơi ở casino, lý do chủ yếu vì lo gia tăng tệ nạn xã hội, gia tăng tội phạm có tổ chức và tăng bạo lực...
Kết quả nghiên cứu xã hội học cho thấy quan điểm về cờ bạc của người Việt đã tích cực hơn so với trước đây, theo đó 71% số người được hỏi cho rằng, nếu có sòng bài sẽ thu hút được nhiều người đến chơi; 64,7% ý kiến cho rằng sòng bài làm tăng ngân sách; 52,6% cho rằng sẽ hạn chế "chảy máu" ngoại tệ do người Việt mang ra nước ngoài; 47,4% cho rằng các hình thức vui chơi có thưởng ảnh hưởng tích cực trong việc tạo công ăn việc làm; 46,2% cho rằng có ảnh hưởng tích cực tới thu hút đầu tư.
Trả lời câu hỏi của phóng viên hãng thông tấn AFP trong buổi họp báo ngày 2/7/2017, người phát ngôn Bộ Ngoại giao Việt Nam là Lê Hải Bình khẳng định chính sách hợp pháp hóa sòng bạc của chính phủ là "phù hợp với thực tiễn của quốc tế cũng như phù hợp với sự phát triển của đất nước" .